# Kode (kryptologi)
 For alternative betydninger, se Kode (flertydig). (Se også artikler, som begynder med Kode)
En kode er inden for kryptologien en metode til at omforme en besked til en ulæselig form, med den intention at forhindre de der ikke kender koden fra at forstå det transmitterede indhold. Den sædvanlige metode er at have en kodebog med en liste over almindeligt anvendte ord og de tilsvarende kodeord.
Ord som kode og kodning bruges ofte synonymt med såvel kryptosystem som krypteringsalgoritme. Der er dog en vigtig teknisk forskel mellem koder og krypteringsalgoritmer; nemlig omfanget af transformationen. Koder arbejder på "betydningsniveauet", dvs. med ord eller sætninger. Kryptografiske algoritmer arbejder derimod på "tegnniveauet", dvs. på de enkelte bogstaver, eller i moderne kryptologi på de enkelte bits som bogstaverne repræsenteres af. Således kunne en kode tænkes at transformere "analogi" til "CVGDK" eller "dagligstue", kunne en kryptografisk algoritme tænkes at konvertere det første "a" til "Q", "n" til "f", det andet "a" til "3", osv. Krypteringsalgoritmer er mere bekvemme end koder efter opfindelsen af computeren, da der ikke er brug for en kodebog.
I lang tid mentes koder at være sikrere end krypteringsalgoritmer, da der ikke (hvis den der havde fremstillet koden var dygtig nok) var noget mønster der kunne opdages. Siden indførelsen af automatiseret kryptoanalyse (oprindelig med mekaniske maskiner, senere via computer), har kryptografiske algoritmer domineret eller helt overtaget billedet.
Blandt historisk betydningsfulde kodede meddelelser kan bl.a. nævnes det såkaldte Telegram fra Zimmermann fra 1917, hvor det tyske kejserriges udenrigsminister Zimmermann sendte et kodet telegram til den tyske ambassadør i Mexico om den foreståede tyske udvidelse af ubådskrigen, samt om den strategi som Tyskland gerne så gennemført i form af bl.a. en alliance med Mexico. Englænderne opsnappede telegrammet og havde held med at afkode meddelelsen. De informerede herefter USA, der kort tid efter indtrådte i krigen.